# NGC 719
NGC 719 è una galassia lenticolare della costellazione dell'Ariete, distante circa 408 milioni di anni luce dalla Via Lattea. È stata scoperta dall'astronomo prussiano Heinrich d'Arrest nel 1861. Questa galassia è stata anche osservata dall'astronomo francese Stéphane Javelle il 18 gennaio 1896 ed è stata successivamente aggiunta all'Index Catalogue sotto il nome di IC 1744.